# Османское завоевание Боснии
Османское завоевание Боснии произошло в 1463 году.

## Предыстория
В конце XIV века королевство Босния было самым мощным государством балканского полуострова, однако после смерти короля Твртко I между его наследниками Твртко II и Стефаном Остоя началась шедшая с переменным успехом междоусобная война, в которую вмешивались и правители соседних государств. В 1414 году в ходе войны с Венгрией в Боснию вторглись османские войска, и ряд местных феодалов стали искать турецкой помощи во внутренних усобицах — в частности, так поступили Хрвое Вукчич Хорватинич и Сандаль Хранич Косача.
После смерти в 1443 году Твртко II на престол взошёл незаконнорожденный сын Стефана Остоя Стефан Томаш. В 1444 году воевода Захумья Стефан Вукшич Косача (племянник покойного Сандаля Хранича Косача) подписал договор с Альфонсо V, королём Арагонским и Неапольским, и стал его вассалом, взамен на помощь в борьбе с противниками Стефана: боснийским королём Стефаном Томашем, графом Иванишем Павловичем, а также Венецией. В том же соглашении содержалась договоренность, что Стефан начнет платить дань Альфонсо, вместо Османской империи. Пару лет спустя разногласия между королём и воеводой были частично урегулированы: Стефан Томаш женился на дочери Стефана Вукшича Косача Катарине. Воевода Стефан Вукшич Косач оставался значимой фигурой в стране, и в 1448 году отказался от титула «Войводы Боснии», приняв титул «Герцог Захумья и Приморья», а годом позже снова изменил титул на «Герцога Св. Саввы». Этот титул имел важное значение, потому что этого святого чтили все в этом регионе. Впоследствии регион, находившийся под властью Стефана Вукшича Косача стали называть «Герцеговиной».
В январе 1458 года умер деспот Сербии Лазарь Бранкович. Сторонники турок при сербском дворе провозгласили новым деспотом воеводу Михаила Ангеловича, брат которого был визирем Мехмеда II, но население сербской столицы Смедерево при поддержке провенгерской партии предотвратило этот переворот. Михаил Ангелович был заключён в тюрьму, а правителем стал слепой Стефан Бранкович. Тогда по инициативе венгерского и боснийского королей в Смедерево был приглашён сын боснийского короля Стефана Томаша — Стефан Томашевич, который должен был жениться на дочери покойного правителя Елене и принять титул «деспота». 21 марта 1459 года состоялась свадьба (после которой Елена сменила имя на более приемлемое для католиков «Мария») и Стефан Томашевич занял сербский трон, но вскоре город был осаждён турками. Смедерево некоторое время сопротивлялся, но потом был сдан при условии, что молодой деспот со свитой сможет свободно покинуть его. Сербия была завоёвана турками, а Стефан Томашевич с женой вернулся в Боснию. 10 июля 1461 года скончался Стефан Томаш, и Стефан Томашевич стал новым королём Боснии.

## Турецкое завоевание
Часть боснийских феодалов стала османскими вассалами ещё в начале XV века, а в середине XV века в Восточной Боснии (восточнее современного Сараево) турками была основана военно-административная единица, известная в славянских источниках как «Боснянская Краина», а в турецких — как «Вилайет Ходидьед» или «Вилайет Сарай-овасы».
В 1463 году Стефан Томашевич прекратил выплачивать дань туркам, после обещания римского Папы что отправит войско в крестовый поход для освобождения Боснии. Мехмед II лично повёл османскую армию на Боснию. Стефан был пленён в Ключе, привезён в Яйце и там казнён в месте, известном с тех пор как «царёво поле».
Падение Боснии послужило одной из причин того, что Венеция объявила войну Османской империи. Союзником Венеции стал венгерский король Матвей Корвин, который осенью 1463 года занял территорию Боснии и формально восстановил её как государство, на королевский престол был возведён венгерский вельможа Никола Илокский; свою территорию вернул и герцог Стефан. В 1464 году султан предпринял новый поход, в результате которого вновь завоевал большую часть Боснии; между Османской империей и Венгерским королевством в 1465 году был подписан мир, закрепивший раздел Боснии.
Назначенный султанским наместником Иса-бей Исакович в последующие годы захватил большую часть земель герцога Стефана. В итоге Стефан покорился османам и признал их сюзеренитет, а за ним были оставлены ещё не завоёванные турками земли. После смерти герцога Стефана в 1466 году титул «герцога Святого Саввы» перешёл к его сыну Владиславу. В 1480 году Владислав Герцегович взбунтовался против османского владычества, но в 1483 году был пленён, и в 1490 году скончался.

## Итоги и последствия
На территории Боснии, завоёванной турками, был образован Боснийский санджак во главе с Иса-бег Исаковичем. На завоёванной территории герцога Стефана был образован санджак Херсек, от названия которого постепенно образовался этноним «Герцеговина».
После смерти в 1481 году султана Мехмеда II венгерский король Матьяш Корвин попытался отвоевать Боснию, но был отбит турками. В первой половине XVI века султан Сулейман I окончательно завоевал всю территорию Боснии и Герцеговины.